# Canal 24 horas (chaîne de télévision espagnole)
Ne pas confondre avec la chaîne chilienne 24 Horas.
Canal 24 Horas est une chaîne de télévision nationale publique espagnole d'information en continu.

## Histoire de la chaîne
Canal 24 Horas est la première chaîne d'information en continu espagnole, lancée le 15 septembre 1997. Elle produit tous les journaux d'information internationaux retransmis en simultané sur TVE Internacional et certains reportages du Telediario de La 1.
Durant les années 2000, elle a été confrontée à la concurrence de CNN+.
De 2008 à 2011, Vincente Valles, actuel présentateur et rédacteur en chef de Antena 3 Noticias 2, fut coordinateur d'antenne et présentateur de La Noche en 24h, qui coincide avec l'arrivée du logo orangé, dans la même thématique que les autres chaînes publiques (La 1 en bleu foncé, la 2 en bleu clair, TDP en orange clair).
Álvaro Zancajo fut le directeur de l'antenne de 2016 à 2018, où il présentait le journal de 20h du lundi au vendredi (alors qu'il existait un pendant médian, Hora 14, avec Olga Lambea). Son arrivée corrobore avec un habillage plus américanisé, qui restera en vigueur jusqu'au 22 mars 2023, avec un nouveau plateau et un nouveau design graphique et musical, plus sobre et s'inspirant de l'habillage sonore et visuel du Telediario de La 1.

## Identité visuelle (logo)

Ancien logos de Canal 24 Horas de 1997 à 2005
Logo de Canal 24 Horas depuis le 31 août 2008.

## Organisation

### Capital
Canal 24 Horas appartient à 100 % à la Televisión Española S.A. (TVE), filiale du groupe audiovisuel public Radiotelevisión Española (RTVE).

## Grille

### Semaine
- 6h-6h30 : Informativos
- 6h30-8h : Telediario Matinal - Sirún Demirjian & Álex Barreiro
- 8h-10h : La Hora de la 1 - Marc Sala & Silvia Intxaurrondo
- 10h-13h : Diario 24h - Lluis Guilera
- 13h-15h : Informativos
- 15h-16h : Telediario 1 - Alejandra Herranz
- 16h-17h : Informativos
- 17h-20h : La tarde en 24h - Cristina Pampín
- 20h-21h : Informativos
- 21h-22h : Telediario 2 - Carlos Franganillo
- 22h-minuit : La noche en 24h - Xabier Fortes
- Minuit-6h30 : Informativos noche

### Week-end
- 6h-7h : Informativos
- 7h-10h : Telediario Matinal - Olga Lambea ou Beatriz Pérez-Aranda
- 10h-15h : Informativos - Olga Lambea ou Beatriz Pérez-Aranda
- 15h-16h : Telediario 1 fin de semana - Lara Siscar & Igor Gómez
- 16h-21h : Diario 24h fin de semana
- 21h-22h : Telediario 2 fin de semana - Lara Siscar & Igor Gómez
- 22h-minuit : Informativos noche
- Minuit-6h : Informativos noche

## Présentateurs

### Tranches d'informations
Telediario Matinal
- Sirún Demirjian
- Álex Barreiro
- Beatriz Pérez-Aranda (samedi)
- Olga Lambea (dimanche)
- Silvia Laplana (météo)

La tarde en 24h
- Alejandra Herranz
- Isabel Zubiaurre (météo)

La noche en 24h
- Xabier Fortes

### Autres temps
Nouvelles
- Cristina Almandós
- Irene Alonso
- Mónica Cadelo
- Marta Carazo
- Elena Carranza
- Rosa Correa
- Ana Ibáñez
- Raquel Martínez
- Ana Molano
- Esther Pérez-Amat
- Pere Pont
- Luis Poyo
- Ana Roldán

Météo
- Albert Barniol
- Conchin Fernández
- María Latorre
- Albert Martínez
- José Miguel Gallardo
- Miriam Santamaría